# E.zida
E.zida, traducida como Casa de la Verdad, es un templo situado en la ciudad de Borsippa. Estaba dedicado al dios Marduk, que hasta ese entonces estaba identificado con el dios Tutu, pero más tarde recibió culto su hijo Nabu, patrón de la escritura.
Numerosos reyes de tiempos posteriores, como por ejemplo Asurbanipal, Nabucodonosor II y Antíoco I, realizaron construcciones y ampliaciones.